# Кеннеди, Джозеф Патрик (старший)
Джозеф Патрик (Джо) Ке́ннеди-старший (англ. Joseph Patrick «Joe» Kennedy, Sr.; 6 сентября 1888, Бостон, штат Массачусетс, США — 18 ноября 1969, Хайаннис-Порт, Барнстабл, штат Массачусетс, США) — американский бизнесмен, государственный деятель и дипломат. Посол США в Великобритании (1938—1944), председатель комиссии по ценным бумагам и биржам (1934—1935), глава Морской комисии США (1935—1938). Член Демократической партии.
Отец президента США Джона Фицджеральда Кеннеди, сенатора Соединённых Штатов и генерального прокурора Роберта Кеннеди, сенатора Эдварда Кеннеди, военного лётчика, героя Второй мировой войны Джозефа Патрика Кеннеди-младшего, соучредителя Special Olympics Юнис Кеннеди Шрайвер, американского посла в Ирландии Джин Энн Кеннеди Смит, дед конгрессменов США Джозефа Патрика Кеннеди III и Патрика Джозефа Кеннеди.
Он был одним из ведущих членов сообщества американских ирландцев. Начал стремительную карьеру, будучи назначенным президентом Франклином Делано Рузвельтом.

## Биография
См. также: Семья Кеннеди
Джозеф Патрик Кеннеди-старший, основатель клана, ирландец по происхождению, сделал своё состояние на незаконной торговле спиртным во время сухого закона. После этого он скупал и продавал землю и недвижимость, спекулировал на фондовой бирже. В двадцать пять лет он уже возглавлял банк, а в тридцать пять стал мультимиллионером. Его назначили послом США в Британии. Однако ему помешало ирландское происхождение, приверженность католичеству и вольнолюбивые выступления.
Женился Джозеф по расчёту на Розе Фицджеральд, дочери первого ирландца, ставшего мэром Бостона.
Джозеф Патрик Кеннеди сделал миллионы на рискованных биржевых спекуляциях и смелых сделках с недвижимостью. Он пытался заниматься кинопродюсированием, но в 1928 г. продал свою студию FBO (на её основе возникла компания RKO Pictures). Среди его многочисленных любовниц была звезда немого кино Глория Свенсон, а его имущество оценивалось в 500 млн долларов. Его сыновья должны были жить в соответствии с его девизом: «Мы не хотим иметь проигравших среди нас. Не становитесь вторыми или третьими, это не считается. Вы должны выигрывать».
Во время Первой мировой войны был помощником генерального директора сталелитейной компании Bethlehem Steel, а также поддерживал дружественные отношения с Франклином Д. Рузвельтом, в то время помощником министра военно-морских сил США. Кеннеди получил огромную прибыль от реорганизации и рефинансирования нескольких голливудских киностудий, в итоге объединив их в студию Radio-Keith-Orpheum (RKO Pictures). После отмены Сухого закона в 1933 году, Кеннеди снова значительно увеличил свой капитал, когда его компания Somerset Importers получила право быть эксклюзивным представителем в США таких марок алкоголя, как джин Gordon’s и шотландский виски John Dewar & Sons. Он владел крупнейшим офисным зданием в стране, чикагским Merchandise Mart, что позволяло ему и его семье иметь значительное влияние и связь с ирландско-американской политической элитой города.
Место президента всегда было заветной целью Кеннеди-старшего. Благодаря спонсированию Демократической партии в 1938 году он получил весомую должность посла в Великобритании. Неоднократно выступал за «понимание» с Гитлером, придерживался антисемитских взглядов, и в начале Второй мировой войны отказался выдавать визы в США евреям, сбежавшим в Великобританию из Германии.
В конце 1950 года выступил против создания военно-политического блока НАТО и вмешательства США в Корейскую войну, призвав к возвращению политики изоляционизма (доктрина Монро).
19 декабря 1961 года он перенёс инсульт. Парализованный, он просидел последние годы своей жизни почти безмолвно в инвалидном кресле. Его жена Роза пережила его на несколько десятилетий. Она умерла в 1995 году, в возрасте 104 лет.

## Кеннеди в культуре
- В широко известных романе «Фатерлянд» Роберта Харриса 1992 года и одноимённом фильме 1994 года альтернативной истории Джозеф Кеннеди представлен Президентом США, который в 1964 году был готов подписать мирный договор с нацистской Германией после установления перемирия между двумя сверхдержавами во Второй мировой войне и последующей постепенной разрядки при ядерном паритете. В фильме разоблачение скрываемого нацистами убийства миллионов евреев привело к отмене подписания мирного договора, разрыву отношений и новому противостоянию с США, что стало причиной последующего падения Рейха.
- В книге Марка Вайнгартнера «Возвращение Крёстного отца» Джозеф П. Кеннеди выведен под именем Микки Корбетта Ши. Биография Ши отражает основные жизненные вехи и привычки Кеннеди, включая рождение двух сыновей — Джеймса (по книге — нового президента Соединённых Штатов) и Дэниэла (генерального прокурора), соответственно, Джона и Роберта Кеннеди.
- В сериале Клан Кеннеди (2011 г.) роль Джозефа Кеннеди Старшего исполняет Том Уилкинсон.
- В пятом сезоне сериала Подпольная империя роль исполнил Мэтт Летчер.
- В кинофильме 2017 года Чаппакуиддик[англ.] — Брюс Дерн.